# Руденко, Яков Кузьмич
Яков Кузьмич Руденко (род. 1911, город Мелитополь, теперь Запорожской области) — советский партийный деятель, инженер, заведующий отделом оборонной промышленности ЦК КПУ. Депутат Верховного Совета Крымской АССР 1-го созыва. Депутат Верховного Совета УССР 5 и 8-го созывов. Кандидат в члены ЦК КПУ в 1961 — 1971 г. Член ЦК КПУ в 1971 — 1976 г.

## Биография
Родился в семье рабочего-железнодорожника, выходца из крестьян Черниговской губернии.
Трудовую деятельность начал в 1927 году учеником Мелитопольского железнодорожного фабрично-заводского училища, которое окончил в 1930 году, получив специальность слесаря-механика по ремонту паровозов. Работал инструктором слесарного дела Мелитопольской фабрично-заводской семилетней школы № 2 и одновременно учился на вечернем рабочем факультете.
В 1931 — 1936 г. — студент моторно-строительного факультета Харьковского авиационного института.
В 1936 — 1954 г. — инженер-конструктор авиационного завода в Крымской АССР, начальник цеха, главный инженер и директор ряда оборонных заводов СССР. В частности, в августе 1940 — октябре 1941 г. — директор авиационного завода № 30 поселка Иваньково Калининской области РСФСР. С 1947 года работал главным инженером, председателем технического совета Киевского авиационного завода № 473, директором которого был Шелест Петр Ефимович.
Член ВКП(б) с 1937 года.
В 1938 году избирался депутатом Верховного Совета Крымской АССР 1-го созыва и заместителем председателя Верховного Совета Крымской АССР.
В 1954 — 1958 г. — 1-й секретарь Октябрьского районного комитета КПУ города Киева, секретарь Киевского городского комитета КПУ.
В 1958 — 1974 г. — заведующий отделом оборонной промышленности ЦК КПУ.
С 1974 года — на пенсии в Киеве.

## Награды
- ордена
- орден Красной Звезды
- медали